# Râul Strâmba, Ilișua
Râul Strâmba este un curs de apă, afluent al râului Ilișua. 